# 傑克遜維爾 (紐約州)
傑克遜維爾（英語：Jacksonville）是位於美國紐約州湯普金斯縣的普查規定居民點。

## 人口
根據2020年美國人口普查的數據，傑克遜維爾的面積為9.37平方千米，當中陸地面積為9.34平方千米，而水域面積為0.03平方千米。當地共有人口516人，而人口密度為每平方千米55.07人。